# المجمع المغلق 1378
المجمع المغلق 1378 هو المجمع الموكول بانتخاب بابا الكنيسة الكاثوليكية الجديد بعد استقالة البابا. انعقد مجمع الكرادلة لانتخاب البابا الجديد بدءًا من
7 أبريل 1378 وانتهى في 9 أبريل 1378. انتُخبَ أوربان السادس ليكون البابا الجديد للكنيسة.